# Amarousion
Amarousion, Marousi, Amarousi, Amaroussi, Maroussi (Μαρούσι), Amarousio, Amarousion, Amaroussi, Amaroussio, Amaroussion and Marousion este un oraș în Grecia.
- Area: 13 km²
- Locație: 38.053 (38°3'13') N, 23.798 (23°47'58') E
- Altitudine: 200, 230 (cen.), 250 m
- Cod poștal: 151 xx

## Populație
| An   | Populație | Densitate    |
| ---- | --------- | ------------ |
| 1981 | 48 151    | 3 703,92/km² |
| 1991 | 64 092    | 4 930,15/km² |

## Personalitate
- Aliki Vougiouklaki (20/07/1934 - 20/23/1996 in Atena)